# Букові праліси Карпат та інших регіонів Європи

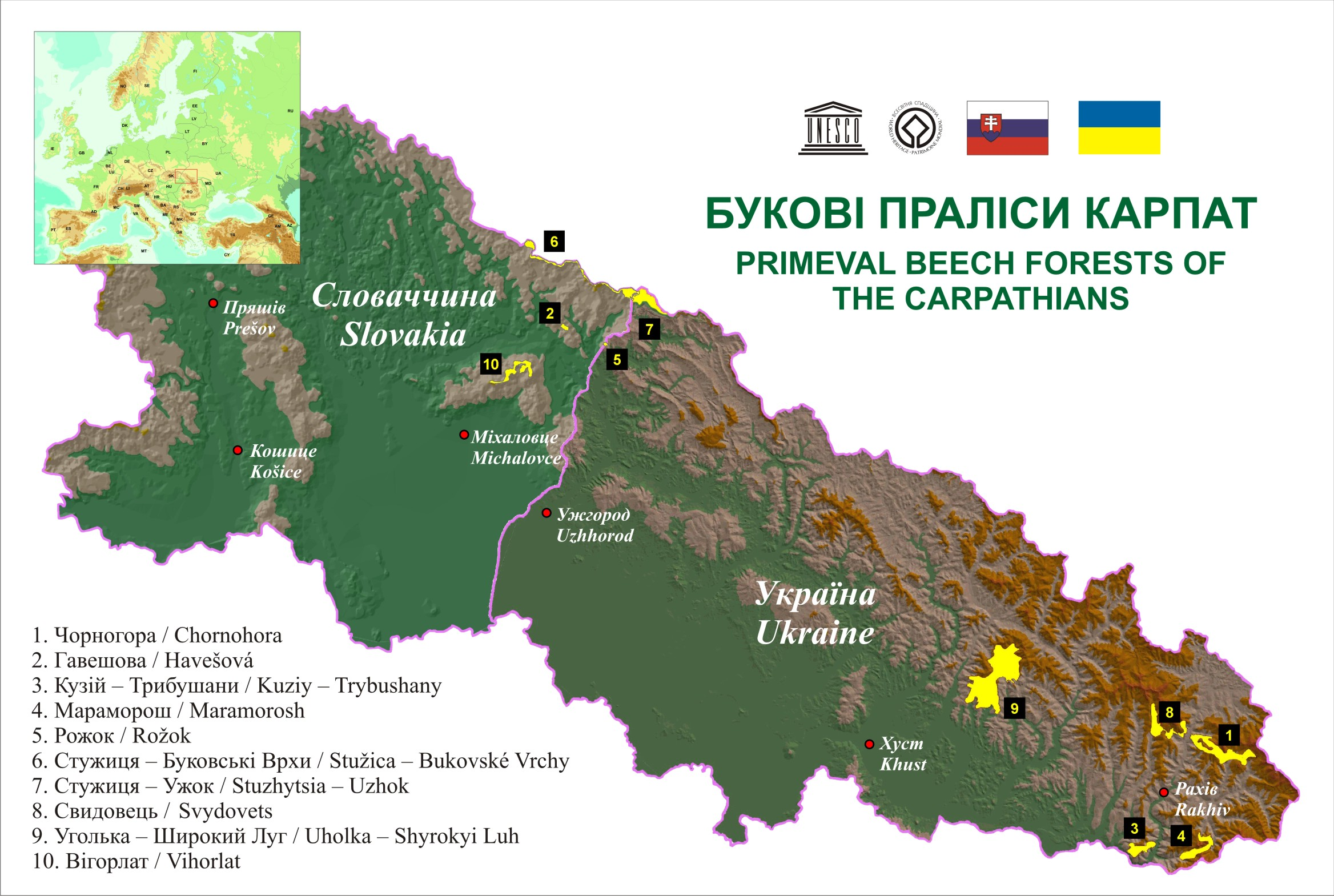
Карта розташування (до розширення в 2011 та 2017 році)

Бу́кові пра́ліси Карпа́т та інших регіонів Європи — транскордонний серійний природний об'єкт, що становить 78 окремих масивів, які розташовані на території 12 країн. 5 об'єктів розташовані в Австрії, 2 в Албанії, 5 у Бельгії, 9 у Болгарії, 6 в Іспанії, 10 в Італії, 5 у Німеччині, 12 у Румунії, 4 у Словаччині, 2 у Словенії, 15 в Україні та 3 в Хорватії.
Транскордонний об'єкт «Древні та первісні букові ліси Карпат та інших регіонів Європи» займає площу 345838,62 га, із яких 92023,24 га — заповідне ядро, а 253815:38 га — буферна зона. Понад 25 відсотків території об'єкту розташовані в Україні.
Цей об'єкт становить надзвичайну цінність на світовому рівні як зразок недоторканних природних комплексів помірних лісів. Він репрезентує найзавершенніші й найповніші екологічні моделі, де зображено процеси, що відбуваються в чистих та мішаних лісостанах за різноманітних природно-кліматичних умов.
Лише тут найкраще зберігся неоціненний генофонд бука лісового (Fagus sylvatica) та ряду інших видів із його ареалу. Букові праліси Карпат є надзвичайно важливими для розуміння повної картини історії та еволюції роду бука (Fagus), який завдяки своїй поширеності у північній півкулі є глобально важливим. Бук є однією із найважливіших складових помірних широколистяних лісів, які колись займали 40 відсотків території Європи.
Важливо також, що ці праліси зростають на всіх ґрунтотворних породах, що трапляються в Карпатах (кристалічні породи, вапняки, фліш, андезит), представляють 123 рослинні асоціації та володіють значним біологічним різноманіттям. У порівнянні з іншими лісовими об'єктами Світової спадщини ЮНЕСКО, «Букові праліси Карпат» вирізняються специфічною флорою і фауною (зокрема троглобіонтними видами), які додають екологічної комплексності та завершеності цим екосистемам.
Розташування і площа букових пралісів транскордонного об'єкта (до розширення у 2017 році)
| №  | Назва масиву                                    | Країна, регіон                          | Природоохоронна установа                   | Ядрова (заповідна) зона, га | Буферна зона, га |
| -- | ----------------------------------------------- | --------------------------------------- | ------------------------------------------ | --------------------------- | ---------------- |
| 1  | Чорногірський заповідний масив                  | Україна, Закарпатська область           | Карпатський біосферний заповідник          | 2476,8                      | 12925,0          |
| 2  | Гавешова                                        | Словаччина, Пряшівський край            | Національний парк «Полонини»               | 171,3                       | 63,99            |
| 3  | Кузійський заповідний масив                     | Україна, Закарпатська область           | Карпатський біосферний заповідник          | 1369,6                      | 3163,4           |
| 4  | Мармароський заповідний масив                   | Україна, Закарпатська область           | Карпатський біосферний заповідник          | 2243,6                      | 6230,4           |
| 5  | Рожок                                           | Словаччина, Пряшівський край            | Національний парк «Полонини»               | 67,1                        | 41,4             |
| 6  | Стужиця — Буковське Врхи                        | Словаччина, Пряшівський край            | Національний парк «Полонини»               | 2950,0                      | 11300,0          |
| 7  | Стужиця — Ужанський національний природний парк | Україна, Закарпатська область           | Ужанський національний природний парк      | 2532,0                      | 3615,0           |
| 8  | Свидовецький заповідний масив                   | Україна, Закарпатська область           | Карпатський біосферний заповідник          | 3030,5                      | 5639,5           |
| 9  | Угольсько-Широколужанський заповідний масив     | Україна, Закарпатська область           | Карпатський біосферний заповідник          | 11860,0                     | 3301,0           |
| 10 | Вигорлат                                        | Словаччина, Пряшівський край            | Вигорлат — заповідна область               | 2578,0                      | 2413,0           |
| 11 | Ясмунд                                          | Німеччина, Мекленбург-Передня Померанія | Національний парк Ясмунд                   | 492,5                       | 2510,5           |
| 12 | Зерран                                          | Німеччина, Мекленбург-Передня Померанія | Національний парк Мюріц                    | 268,1                       | 2568,0           |
| 13 | Ґрумзінер                                       | Німеччина, Бранденбург                  | Національний заповідник «Ґрумзінський ліс» | 590,1                       | 274,3            |
| 14 | Гайніх                                          | Німеччина, Тюрингія                     | Національний парк Гайніх                   | 1537,4                      | 4085,4           |
| 15 | Келлєрвальд                                     | Німеччина, Гессен                       | Національний парк Келлєрвальд-Едерзее      | 1467,1                      | 4271,4           |

## Розширення у 2017
13 липня 2017 року на сесії комітету ЮНЕСКО у Кракові (Польща) ухвалили рішення включити до складу українсько-словацько-німецького об'єкта всесвітньої спадщини ЮНЕСКО «Букові праліси Карпат та давні букові ліси Німеччини» 63 ділянки давніх букових лісів з десяти європейських країн. До об'єктів світового надбання разом із буковими осередками з Албанії, Австрії, Бельгії, Болгарії, Хорватії, Італії, Румунії, Словенії, Іспанії доповнено українськими ділянками, які охороняються в національних природних парках «Синевир», «Зачарований край» і «Подільські Товтри» та природних заповідниках «Ґорґани» і «Розточчя».